# Tackling
Tackling, szarża – pojęcie w futbolu amerykańskim określające fizyczne działania zawodnika obrony służące całkowitemu zakończeniu ruchu wprzód zawodnika ataku niosącego piłkę.
Szarża jest udana, gdy uda się zawodnika niosącego piłkę wypchnąć poza boisko lub zmusić do dotknięcia ziemi częścią ciała inną niż jego stopy i ręce. W obu przypadkach piłka staje się martwa i następuje koniec próby.